# Garein
Garein är en kommun i departementet Landes i regionen Nouvelle-Aquitaine i sydvästra Frankrike. Kommunen ligger i kantonen Labrit som tillhör arrondissementet Mont-de-Marsan. År 2022 hade Garein 426 invånare.

## Befolkningsutveckling
Antalet invånare i kommunen Garein
Referens:INSEE